# Bébé agent d'assurances
Bébé agent d'assurances és una pel·lícula muda francesa escrita i dirigida per Louis Feuillade i estrenada el 1911. Dura sis minuts.
Aquesta pel·lícula forma part de la sèrie Bébé.

## Repartiment
- René Dary : Bébé (com Clément Mary)
- Renée Carl : Madame Labèbe, la mama